# Lambert Thomas Schenkel
Lambert Thomas Schenkel ou Schenckels, en latin Schenkelius, (7 mars 1547 - 1625) est un pédagogue et philologue néerlandais.

## Biographie
Né à Bois-le-Duc, il est dès 1576 recteur de l'école publique de Malines. Il doit sa célébrité à ses cours de mnémotechnique qu’il donne dans toute l’Europe : on le retrouve ainsi à Douai en 1593, à Liège en 1595, à Marbourg en 1602, à Paris en 1606, à Toulouse en 1609, à Castres en 1610, à Prague en 1616, à Fribourg-en-Brisgau en 1620. Il est le premier à introduire cette science comme un outil éducatif. Il meurt à Anvers.

## Œuvres
- De memoriae libri duo, 1593, réimprimé sous le titre de Gazophylacium artis memoriae, 1619, et traduit par Adrian Le Cuirot sous celui de Magasin des sciences, Paris, 1623.